# Барзан (плем'я)

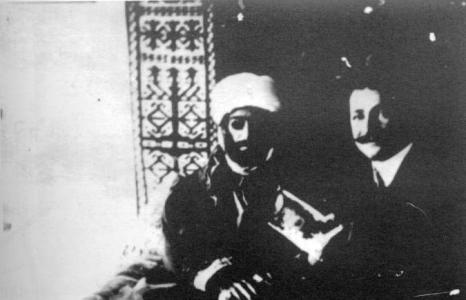
Шейх Абдель Салям зі співробітником російського консульства в Урмії, 1914 р.

Барзан — курдське плем'я, яке проживає в цьому окрузі і зіграло велику роль в історії курдського національно-визвольного руху.
Власне, «Барзан» — це назва групи курдських племен (основне — барожі, живе в самому Барзані; також мзурі, Ширвані та ін), об'єднаних в XIX столітті під духовною і світською владою шейхів суфійського ордена Накшбанді. Крім мусульман, членами цього союзу є кілька селищ християн-ассирійців; до початку 1950-х рр.. в Барзані проживало також багато євреїв.
Інститут накшбандійскіх шейхів з'явився в Барзані на початку XIX, але об'єднання навколишніх племен навколо Барзана відбулося в другій половині цього століття під час правління шейха Абдель-Салям I. Онук останнього шейх Абдель-Салям II (пом. 1914 або 1916), провів у Барзані ряд реформ і зокрема розділив общинні землі порівну між усіма членами племені, при чому собі шейх взяв наділ, покладатися рядових общинників. Введена ним система, заснована на принципах суворої справедливості, рівності і взаємодопомоги, настільки згуртувала плем'я і підняла його бойовий дух, що сусіди за виняткову хоробрість і відданість своєму шейху прозвали барзанців «Дивані» — «божевільними». Абдель-Салям був пов'язаний з курдськими визвольними організаціями (такими як «Ліга Курдистану») і підняв кілька повстань проти Туреччини, після поразки останнього (1914 р.) втік до Росії, потім повернувся в Іранський Курдистан, був там схоплений в Внаслідок зради, виданий туркам і повішений в Мосулі.
Лінію релігійно-моральних реформ продовжив брат Абдель-Саляма II шейх Ахмед Барзані. Він, зокрема, забороняв без потреби піднімати руку на все живе: убивати диких тварин, рубати живі дерева (тільки сухі) і т. д.; він заборонив також звичай калиму і насильницькі шлюби. Шейх з погордою ставився до формальних вимог і обрядів релігії. Це призвело зокрема до того, що його послідовниками, залишаючись християнами, стали (і донині вважають себе) барзанскі ассирійці. Взагалі шейх Ахмед відрізнявся абсолютною віротерпимістю.
Шейх Ахмед і особливо його молодший брат Мустафа Барзані зробили великий внесок у національно-визвольний рух іракських курдів. У 1919 р. шейх Ахмед вперше піднімає повстання проти англійських колонізаторів; барзанці вбивають англійського комісара в регіоні і спільно з сусідніми племенами захоплюють р. Амаду. В помсту англійці спалили Барзан. Протягом усіх 20-х років барзанці продовжували повстання, в 1931-32 рр.. спалахнуло нове повстання, викликане спробою уряду встановити в області поліцейські пости. Повстання було придушене за допомогою англійської авіації; барзанці тікали в Туреччину, але потім повернулися під амністію. Всупереч амністії шейх Ахмед і вся сім'я Барзані були заслані, а проти барзанців почалися репресії, що стали причиною повстання Халіла Хошаві (1934-36 рр.) Це повстання було придушене за допомогою турків, Хошаві убитий. У 1943-45 рр.. в Барзані відбулося велике повстання під керівництвом Мустафи Барзані, при придушенні якого все плем'я (10 тис. осіб, з них 2 тис. озброєних чоловіків) виселили в Іранський Курдистан, де взяло активну участь у захисті Мехабадської республіки Після розгрому Мехабадської республіки, весною 1947 р. плем'я повернулося до Іраку і було заслано. У 1952 р. рядовим членам племені було дозволено повернутися в Барзан, тоді як шейх Ахмед, засуджений до смертної кари і відмовився просити про помилування, залишався в ув'язненні. Він повернувся в Барзан тільки після революції 1958 р. Під час Вересневого повстання 1961-75 р. шейх Ахмед проголосив Барзан нейтральним, щоб уберегти від каральних акцій з боку урядових військ. Після смерті шейха Ахмеда (1969) інститут шейхів втратив усіляке значення.
У 1978 р. плем'я було виселено з Барзана в концтабори, а сам Барзан повністю зруйнований. У 1983 р. всі чоловіки — члени племені від 16 років і старше (бл. 8000 осіб) були вивезені в невідомому напрямку і вочевидь страчені. Після звільнення Іракського Курдистану в 1991 р. в ході спільної операції США, Великої Британії і Франції барзанці отримали можливість повернутися на батьківщину і відновити свої селища.
Відмінною ознакою барзанців є червоно-біла хустка. Раніше у них було прийнято наголо голити голови, тепер цей звичай забутий.